# Kostel svatého Jakuba Většího (Kunratice)
Kostel sv. Jakuba Většího v Praze-Kunraticích je jednolodní chrámová stavba římskokatolické církve ve stylu vrcholného českého baroka s bohatou vnitřní výzdobou.

## Historie
Na tomto místě stála původně raně gotická stavba ze 13. století, od 1. poloviny 14. století farní chrám s podacím právem pražského rodu Bohuslaviců; byla situována při tvrzi, kterou držel kolem roku 1332 Frenclin Jakubův a po něm jeho bratr Prokop. Dochovaly se z ní části přímých obvodových zdí v dnešní sakristii. Kostel byl od počátku zasvěcen svatému Jakubovi Většímu, protože byl součástí evropské sítě Svatojakubské cesty do Santiaga. Do současné vrcholně barokní podoby centrální stavby jej pravděpodobně podle návrhu Františka Maxmiliána Kaňky přestavěl Tomáš Haffenecker v letech 1730–1736 na náklady pražského soudce Jana Arnošta Václava Golče (Goltze). Výzdoba postranních oltářů sv. Kříže a Čtrnácti svatých pomocníků je oproti stavu popisovanému Antonínem Podlahou roku 1908 v Soupisu památek historických a uměleckých ochuzena.

## Exteriér
Dispozice: barokní kostel má půdorys kruhu a k němu na východní straně připojené pravoúhlé presbyterium se sakristií, na západní straně předsíň s hranolovou věží a kruchtou, přístupnou po dvouramenném schodišti. Válcová loď je zaklenutá kupolí s lucernou. Podle historických zápisů 51 loktů dlouhá, 15 loktů vysoká a 20 loktů široká, přičemž 1 loket měřil cca 52 cm.
Ohradní zeď kolem kostela obklopovala bývalý hřbitov. Na místě barokní kostnice byla roku 1868 postavena hrobka rodu Korbů z Weidenheimu v neogotickém slohu. Nový hřbitov byl založen na začátku 20. století severně od kostela.
Autorem série obrazů Křížová cesta v kostele sv. Jakuba Většího v Kunraticích je Vjačeslav Iljašenko.

## Interiér

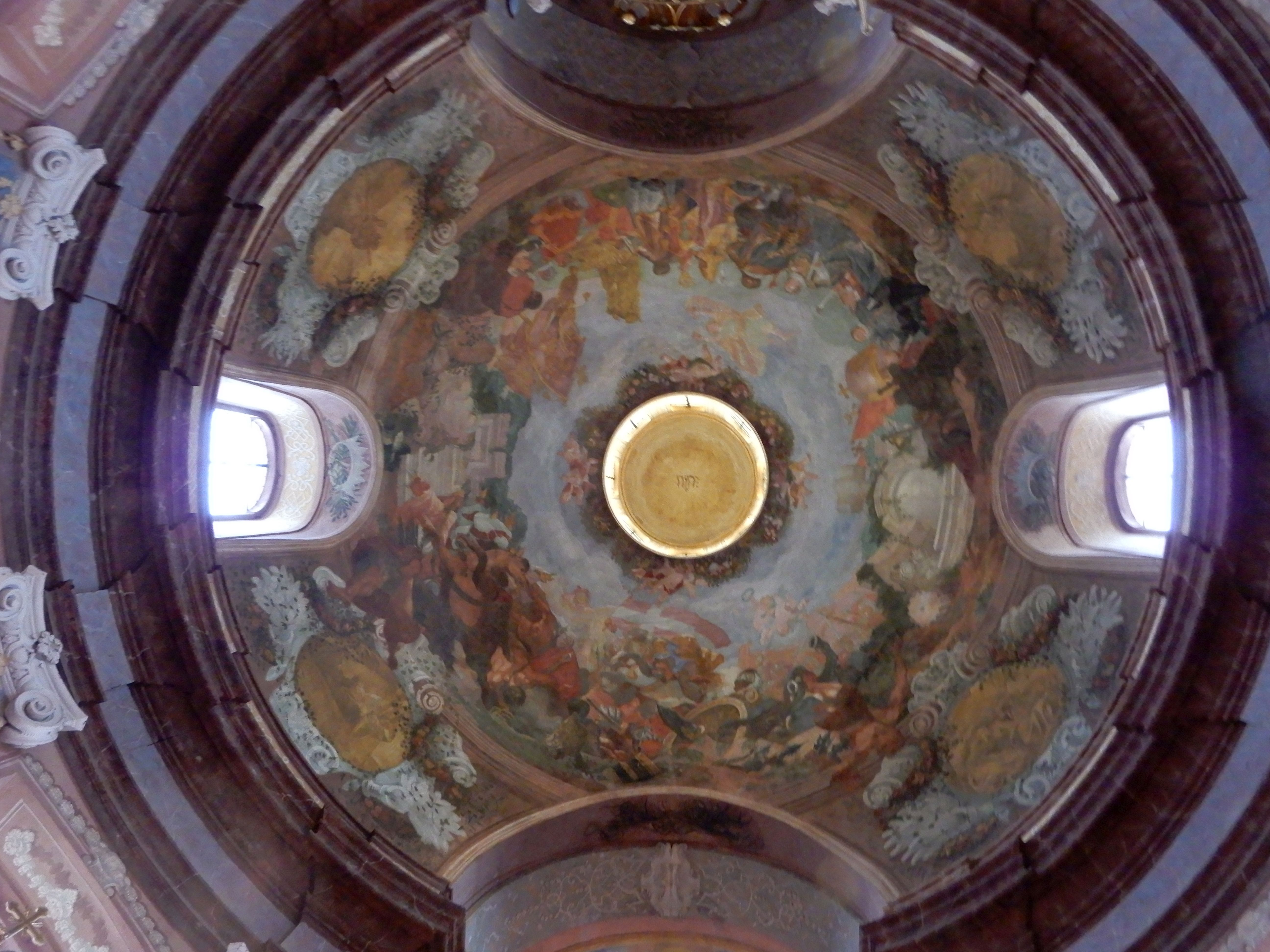
Malba v kupoli

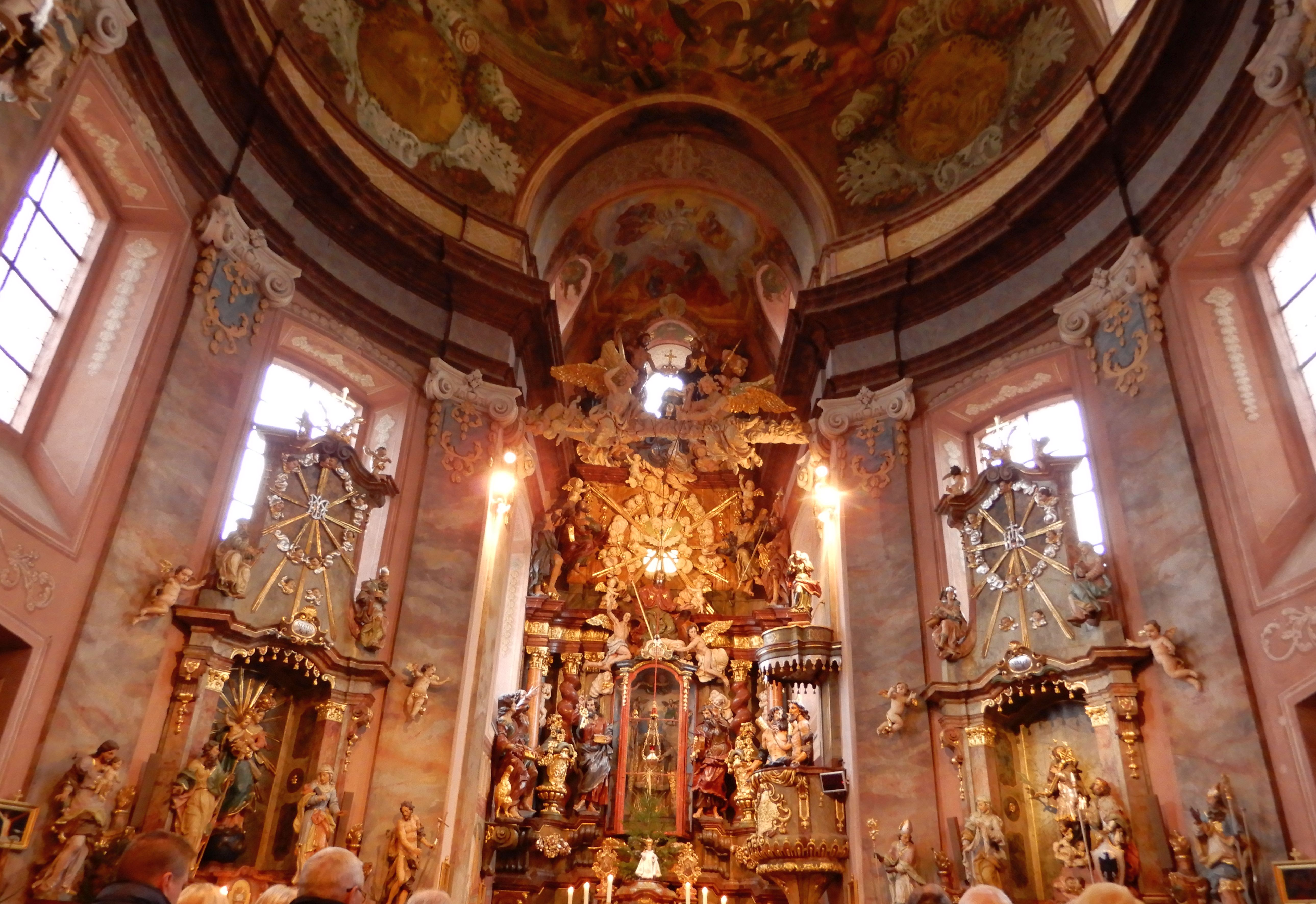
Oltáře

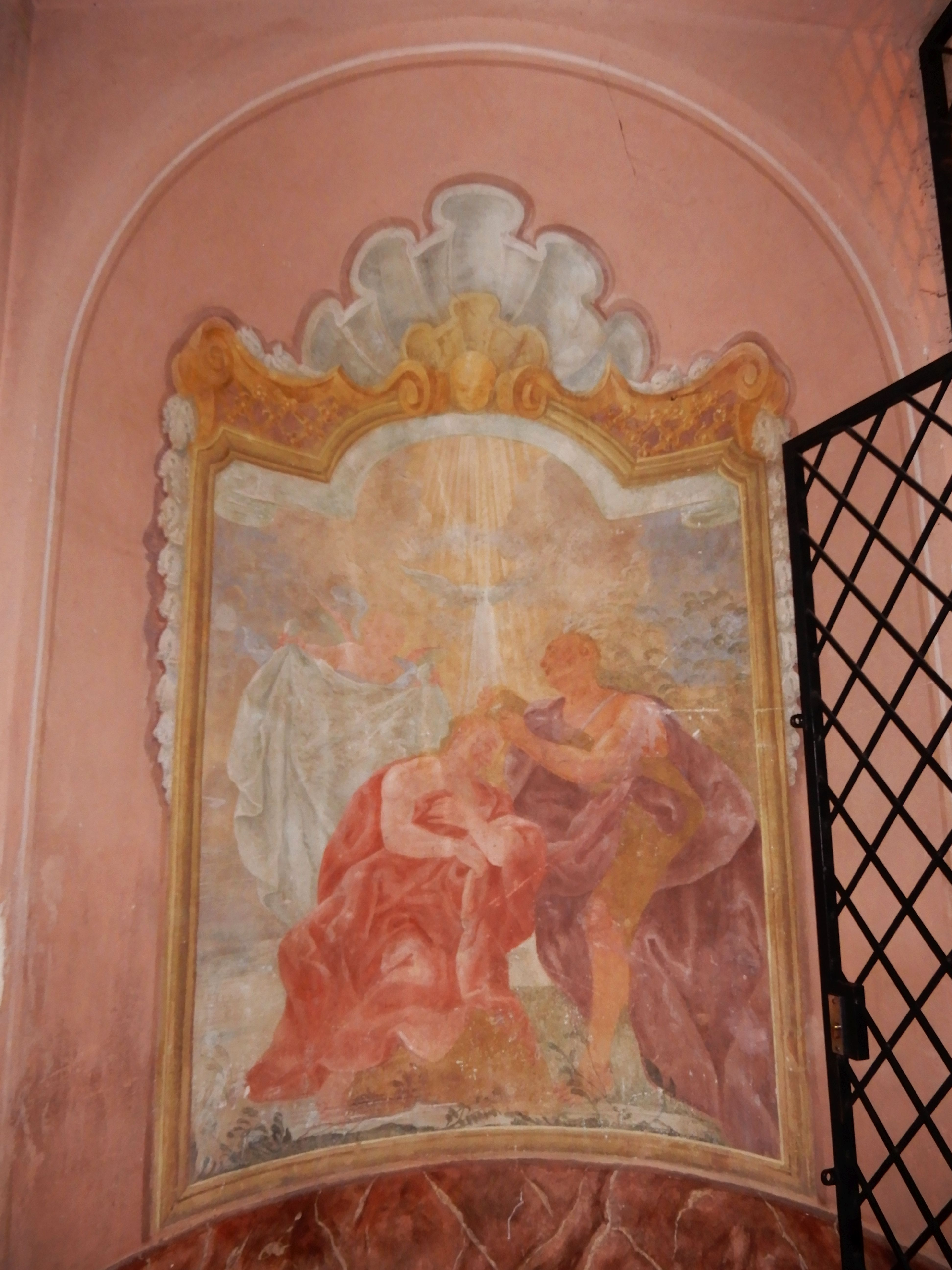
Malba Kristova křtu v předsíni

Bohatá, monumentálně řešená výzdoba je převážně barokní a sestává z nástěnných a nástropních maleb, pěti oltářů, kazatelny a varhanního prospektu na kruchtě.
Fresky
- v klenbě kupole: Boj křesťanů s Maury pod ochranou sv. Jakuba; Procesí křesťanů se sochou sv. Jakuba
- na kruchtě: na klenbě Stětí sv. Jakuba a Stětí Holoferna, na stěnách nebeský chór andělů s hudebními nástroji a notami,
- pod kruchtou: na klenbě holubice Ducha svatého a nápis IOANNES ROMANVS DILECTVS FILIVS APROPPINQVANS AETATIS SVAE TRIGINTA ANNIS s chronogramem 1734:
- v předsíni: Křest Kristův, Kristus žehná apoštolům

Hlavní oltář – Barokní sloupová architektura s dřevořezbami: nahoře ve svatozáři s holubicí Ducha svatého sedí žehnající sv. Jakub Větší v oděvu poutníka s mušlemi na pláštěnce a s poutnickou holí; nad ním Bůh Otec a Kristus korunují Pannu Marii;
- uprostřed prosklená skříň s voskovou sochou prvomučedníka sv. Jana Římského (uvnitř sochy skelet světce); z římských katakomb ji přivezl Jan Arnošt Václav Goltz.
- po stranách šest soch (zleva doprava): sv. Jan Evangelista s orlem u nohou, sv. Filip (apoštol) (? v levé ruce mu chybí atribut, pravděpodobně kříž), sv. Petr se svazkem klíčů, sv. Pavel s mečem a knihou, sv. Ondřej na diagonálním kříži a sv. Jan Křtitel s beránkem u nohou.
- na svatostánku kopie milostné sošky Pražského jezulátka

Oltář Svaté rodiny: uprostřed socha Panny Marie Immaculaty s Ježíškem (v jeho ruce chybí kříž), po stranách sochy příbuzenstva Kristova: sv. Jáchym a Anna, sv. Josef a sv. Jan Křtitel
Oltář českých patronů: uprostřed socha sv. Jana Nepomuckého, po stranách sochy sv. Prokopa, Ludmily, Václava a Vojtěcha
Oltář Zvěstování Panny Marie (původně Sv. Kříže), druhotně umístěná socha klečící Panny Marie (ze sousoší Zvěstování); devět soch andělů symbolizuje devatero kůrů andělských
Oltář Sv. Kříže (původně Čtrnácti svatých pomocníků): uprostřed druhotně umístěná socha Krista na kříži; neúplně dochované sochy 8 ze 14 svatých pomocníků, další stojí na konzolách mimo oltář
Kazatelna: na poprsni reliéf: sv. Jan Křtitel káže u řeky Jordán, na stříšce socha Dobrého pastýře
- Křížová cesta: olejomalby od akademického malíře Vjačeslava Iljušenka z roku 2003.[4]
- Lavice barokní s řezanými akantovými reliéfy

- Křtitelnice osmiboká kamenná se štafírovanou výzdobou a dřevěným víkem